# Henschel Hs 126
El Henschel Hs 126 fue un avión de reconocimiento y observación biplaza alemán de la Segunda Guerra Mundial. Derivado del Henschel Hs 122, en el Hs 126 el piloto iba sentado dentro una carlinga protegida bajo el ala en parasol y el artillero iba detrás en una cabina abierta. El prototipo era la estructura de un Hs 122A equipado con un motor Junkers. Era apreciado por sus buenas características a baja velocidad y de despegue corto que se necesitaban en su época. Estuvo en servicio durante unos años, pero pronto fue sustituido por el avión STOL de propósito general Fieseler Fi 156 Storch y el Focke-Wulf Fw 189 Uhu de medio alcance.

## Diseño y desarrollo

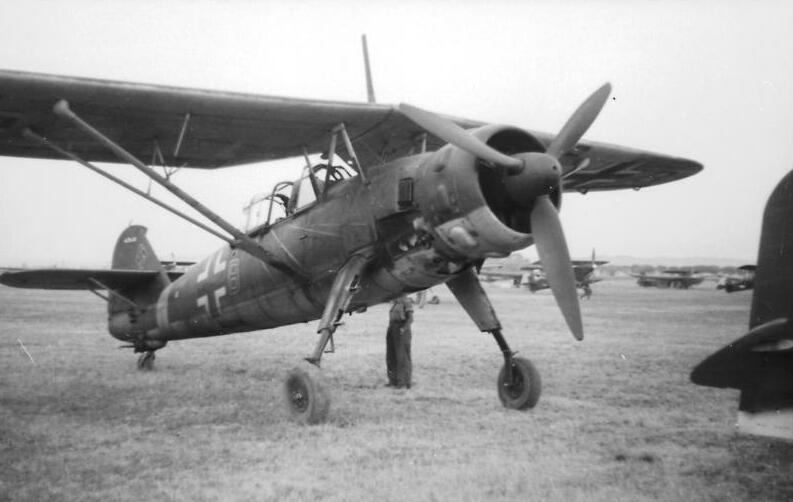
Un Henschel Hs 126 en Italia, 1943.

El primer prototipo no cumplía completamente los estándares de la Luftwaffe; fue seguido de dos aviones más desarrollados con diferentes motores. Después del tercer prototipo, se fabricaron diez aviones de preproducción en 1937. El Hs 126 entró en servicio en 1938, después de su evaluación operacional con el contingente de la Legión Cóndor en la guerra civil española.

## Historia operacional
Por la época en la que el Hs 126A-1 se unió a la Luftwaffe, el reequipamiento de las formaciones de reconocimiento ya estaba bastante avanzado. Al comienzo de la Segunda Guerra Mundial en septiembre de 1939, los Hs 126 servían con los Aufkl.Gr 10, 11, 12, 13, 14, 21, 23, 31, 32 y 41. Fueron usados con bastante éxito en el ataque a Polonia, donse se probó como un fiable avión de observación y enlace. Su uso continuó después de la Guerra de broma en mayo de 1940. Sufrió algunas pérdidas cuando fue interceptado por aviones de caza aliados: se perdieron 20 Hs 126 entre el 10 y el 21 de mayo del mismo año.
Su sucesor, el Focke-Wulf Fw 189, entró en servicio en 1940, pero el Hs 126 permaneció como avión principal de reconocimiento de corto alcance hasta 1942. 47 escuadrones equipados con Hs 126 participaron en la invasión de la Unión Soviética en 1941. El Hs 126 también fue usado en el Norte de África, con el 2./Aufklärungsgruppe (H)/14, que usó el modelo hasta finales de 1942.
Más tarde fue usado en tareas de remolcado de planeadores y ataque al suelo nocturno, pero la producción finalizó en 1941 y el modelo fue retirado de primera línea en 1942.
El 12 de septiembre de 1943, los Hs 126 fueron usados para remolcar 10 planeadores de asalto DFS 230 desde el aeródromo de Pratica Di Mare, cerca de Roma, hasta el Gran Sasso, en la incursión de rescate de Benito Mussolini. Mussolini había sido apresado después de ser depuesto por el Gran Consejo Fascista, seguido por un decreto del Rey de Italia. El Henschel era un remolcador más pequeño, comparado con el usual remolcador trimotor Junkers Ju 52, y tuvo que esforzarse para ganar altitud y salvar las montañas encontradas en su ruta. Esto creó una confusión cuando el Kette líder de tres planeadores giró para ganar altura, permitiendo que el grupo de tres planeadores de Otto Skorzeny asumiera el liderazgo del ataque.

### Grecia
En el estallido de la Guerra greco-italiana de 1940-41, la Real Fuerza Aérea Helénica (Ellinikí Vasilikí Aeroporía, EVA) tenía en servicio 16 Hs 126, con el 3 Mira de observación, bajo el III Cuerpo, basados en Tesalónica y Veria. Dos días después del comienzo de la guerra, el 30 de octubre, aconteció la primera batalla aérea entre la Regia Aeronautica italiana y la EVA, cuando algunos Hs 126 de la Escuadrilla 3/2 del 3 Mira de observación despegaron para localizar las columnas del Ejército italiano, pero fueron interceptados y atacados por Fiat CR.42 de la 393.ª Squadriglia. Un primer Henschel fue alcanzado y se estrelló, muriendo su observador, el Oficial Piloto Evanghelos Giannaris, el primer aviador griego muerto en la guerra. Un segundo Hs 126 fue derribado sobre el monte Smolikas, muriendo el Oficial Piloto Lazaros Papamichail y el Sargento Constantine Yemenetzis.

## Operadores
Alemania
Luftwaffe
 Estado Español
Ejército del Aire
 Estonia
Fuerza Aérea Estonia
 Grecia
Real Fuerza Aérea Helénica

## Especificaciones (Hs 126B-1)

### Características generales
- Tripulación: Dos (piloto y observador/artillero)
- Longitud: 10,9 m (35,8 ft)
- Envergadura: 14,5 m (47,6 ft)
- Altura: 3,8 m (12,5 ft)
- Superficie alar: 31,6 m² (340,1 ft²)
- Peso vacío: 2030 kg (4474,1 lb)
- Peso cargado: 3090 kg (6810,4 lb)
- Planta motriz: 1× motor radial de 9 cilindros refrigerado por aire Bramo 323.
  - Potencia: 634 kW (874 HP; 862 CV)
- Hélices: 1× tripala por motor.

### Rendimiento
- Velocidad máxima operativa (Vno): 356 km/h (221 MPH; 192 kt) a 3000 m
- Alcance: 998 km (539 nmi; 620 mi)
- Techo de vuelo: 8530 m (27 986 ft)
- Régimen de ascenso: 9,2 m/s (1803 ft/min)
- Carga alar: 97,8 kg/m² (20 lb/ft²)
- Potencia/peso: 0,21 kW/kg

### Armamento
- Ametralladoras: 

  - 1× MG 17 de 7,92 mm, fija hacia adelante
  - 1× MG 15 de 7,92 mm, móvil para el observador/artillero
- Bombas: 150 kg

## Aeronaves relacionadas

### Desarrollos relacionados
- Henschel Hs 122

### Aeronaves similares
- Stinson L-1 Vigilant
- Stinson L-5 Sentinel
- Aeronca L-3
- ANF Les Mureaux 113
- Levente II
- Mitsubishi Ki-15
- LWS-3 Mewa
- Westland Lysander
- Polikarpov Po-2

### Secuencias de designación
- Secuencia Hs _ (designaciones del RLM para Henschel): ← Hs 123 - Hs 124 - Hs 125 - Hs 126 - Hs 127 - Hs 128 - Hs 129 →
- Secuencia Numérica (Aeronaves del Ejército del Aire español, 1939-1945): ← 17 - 17W - 18 - 19 - 20W - 21 - 22 →
- Secuencia R._ (Aeronaves de Reconocimiento del Ejército del Aire español, 1945-1954): R.1 - R.2 - R.3 - R.4 - R.5 - R.6 - R.7